# Autoradiografia

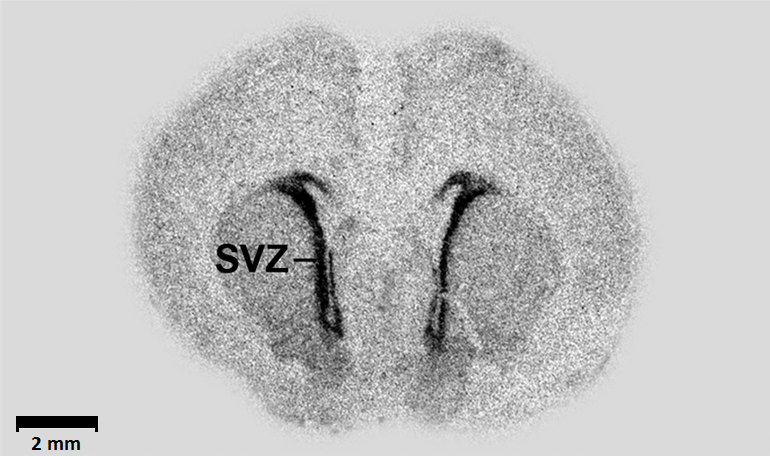
Autoradiografia d'una porció de cervell coronal d'una rata embrionària. El marcador d'unió a GAD67 està molt expressat a la zona subventricular (SVZ).

Una autoradiografia és un tipus de radiografia que obté una imatge radiogràfica a partir de fotons emesos per la pròpia mostra. L'autoradiografia s'obté en una pel·lícula de raigs X o placa d'emulsió nuclear produïda pel patró d'emissions de desintegració (per exemple, partícules beta o raigs gamma) d'una substància radioactiva. Alternativament, també es pot obtenir com a imatge digital (autoradiografia digital), gràcies al desenvolupament recent de detectors de gas de centelleig i sistemes de fosforimatge.
En biologia, s'utilitza per localitzar zones radioactives dins d'un teixit, una cèl·lula, o fins i tot en una molècula concreta. L'ús de biomarcadors radioactius ha estat emprat per localitzar determinades molècules al llarg d'un procés biològic, per esbrinar-ne la seva funció exacta. Gràcies a aquesta tècnica es pot localitzar una substància radioactiva introduïda dins una ruta metabòlica, lligada a un receptor o enzim, o hibridada a un àcid nucleic.